# Pierre-Victor Olagnon
Pierre-Victor Olagnon, né en 1786 à Paris où il est mort le 14 décembre 1870, est un peintre français.

## Collections

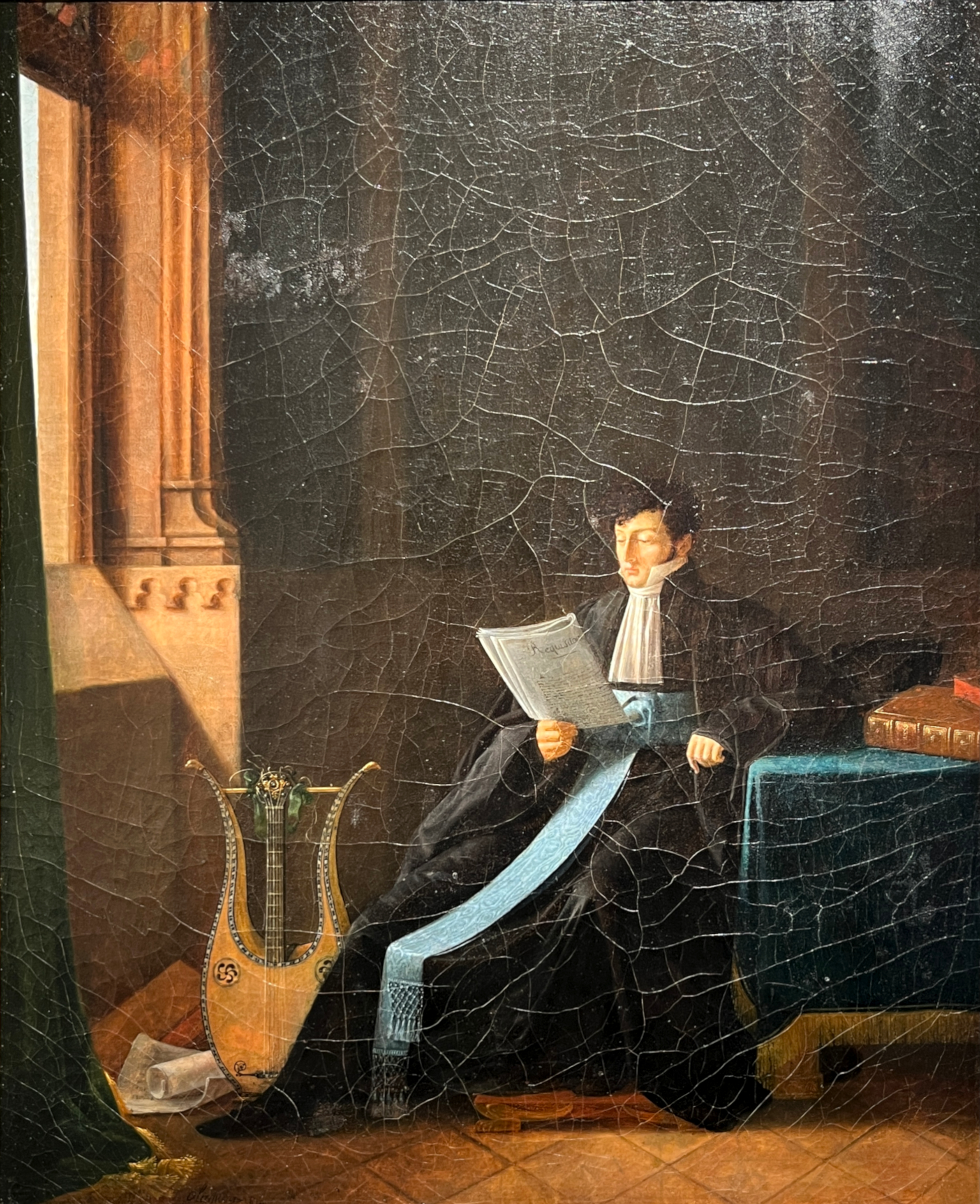
Portrait de Monsieur Lorin, au musée de Brou.

Des toiles ou des gravures de Pierre-Victor Olagnon sont représentées dans les collections du British Museum, au Musée de Brou, au Musée des Ursulines de Mâcon et au Musée du vin de Bourgogne (Beaune).